# Rue de l'Exposition
La rue de l'Exposition est une voie du quartier du Gros-Caillou du 7e arrondissement de Paris, en France.

## Situation et accès
La rue de l'Exposition est une voie publique située dans le 7e arrondissement de Paris. Elle débute au 129, rue Saint-Dominique et se termine au 206, rue de Grenelle.
Le quartier est desservi par la ligne 8 à la station École Militaire.

## Origine du nom
L'odonyme fait référence à l'Exposition universelle de 1867, qui s'est déroulée sur le Champ-de-Mars voisin,.

## Historique

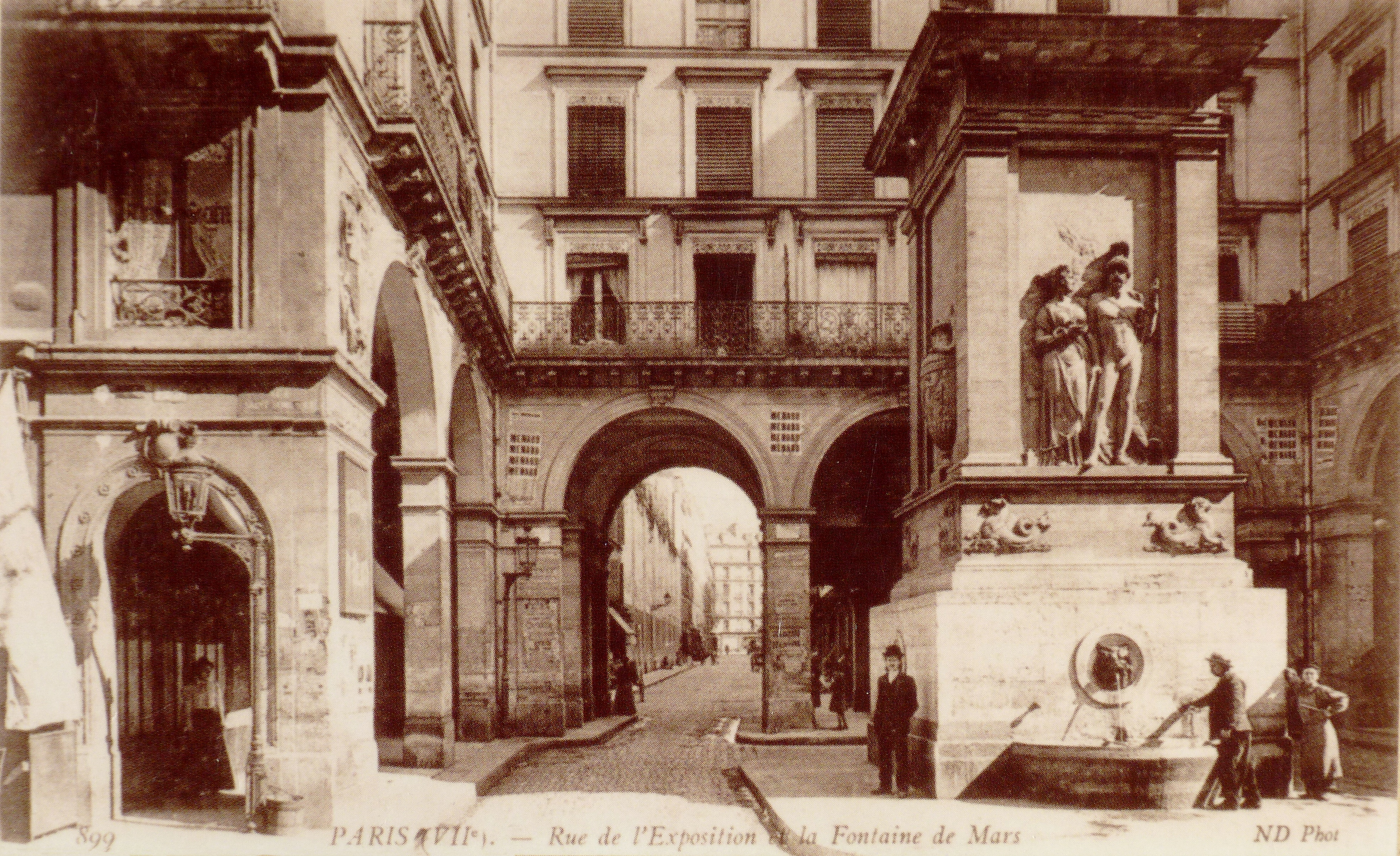
La fontaine de Mars et, en arrière-plan, la rue de l’Exposition vers 1900.

La voie a été ouverte orthogonalement à la rue Saint-Dominique, au niveau de la fontaine de Mars, en 1878.
En 1985, sa transformation en voie piétonne est à l’étude, dans le but de mettre en valeur la fontaine de Mars située à son extrémité nord.

## Bâtiments remarquables et lieux de mémoire
- Nos 1, 3, 5, 7, 9, 11, 13 et 15 (également 123, rue Saint-Dominique et 22-24, avenue Bosquet) : hôtel de Béhague, ou de Béarn, construit en 1895 et 1905,  Classé MH (2003)[5].
- No 1 : centre parisien de l'Institut culturel roumain.
- No 5 : ambassade de Roumanie en France.